# HSH Nordbank Arena
Imtech Arena je nogometni stadion v Hamburgu, ki je bil prenovljen in posodobljen med letoma 1998 in 2000 za 97 milijonov evrov. UEFA ga je ocenila z najvišjo oceno, s petimi zvezdicami. Na njem domuje HSV.
Tekme na Svetovnem prvenstvu 2006:
- 10. junija:  Argentina -  Slonokoščena obala (2:1)
- 15. junija:  Ekvador –  Kostarika (3:0)
- 19. junija:  Saudova Arabija –  Ukrajina (0:4)
- 22. junija:  Češka –  Italija (0:2)
- 30. junija: četrtfinale    Italija -  Ukrajina (2:0)